# Louis-Jacques Cathelin
Louis-Jacques Cathelin, né à Paris en 1738 et mort dans la même ville en 1804, est un graveur français.

## Biographie
Louis-Jacques Cathelin débute en 1762 comme élève de Le Bas et excelle très vite à représenter dans le cadre étroit d'un médaillon les portraits des hommes célèbres. Il est reçu à l'Académie en 1777 après avoir gravé le portrait de l'abbé Joseph Marie Terray, contrôleur général des finances, d'après un tableau d'Alexandre Roslin. Il réalise des portraits de personnages de la Cour, d'hommes de lettres, d'artistes et d'hommes politiques. En 1789, il expose le portrait de Louis, secrétaire perpétuel de l'Académie royale de chirurgie et de Jean-Joseph Balechou d'après le pastel d'Arnavon. Après une éclipse durant la période révolutionnaire, il réalise, à partir de l'an VIII, des portraits qui paraissent pour des livres.

## Œuvres gravées

### Portraits
- Louis Tocqué d'après Jean-Marc Nattier[1]
- Louis-François-Joseph de Bourbon-Conti, d'après Simon-Bernard Lenoir[2]
- Benjamin Franklin d'après Rosalie Filleul[3]
- Elisabeth Philippe Marie Hélène de France d'après Joseph Ducreux[4]
- Stanislas Leszczynski, roi de Pologne, d'après Jean-Baptiste Massé[5]
- Louis XVI[6]
- Marie Antoinette d'après François-Hubert Drouais[7]
- La Comtesse d'Artois d'après François-Hubert Drouais[8]
- La Comtesse de Provence d'après François-Hubert Drouais[9]
- Portraits des douze Césars où des douze premiers Empereurs de Rome d'après le Titien, 1803
- Joseph Vernet d'après Louis-Michel van Loo[10],[11]
- Niccolò Vito Piccinni d'après Charles-Jean Robineau[12]
- Antonio Sacchini d'après Louis-Joseph Jay[13]
- Diderot
- Jean d'Alembert d'après Charles-Nicolas Cochin[14]
- Voltaire[15]

### Sujets divers
- Vue d'une chute d'eau avec pêcheurs
- Les Quatre parties du jour d'après Claude Joseph Vernet : Le Matin[16]Le Midi[17], Le Soir[18], La Nuit[19]
- Paysage avec soldats en conversation d'après Claude Joseph Vernet[20]
- La Nouvelle affligeante d'après Pierre-Alexandre Wille
- La Mort de Lucrèce d'après Giovanni Antonio Pellegrini[21] , [22].
- Latone vengée d'après Filippo Lauri, gravure commencée par Jean-Joseph Balechou et terminée par Cathelin[23]

### Galerie

Œuvres de Louis-Jacques Cathelin
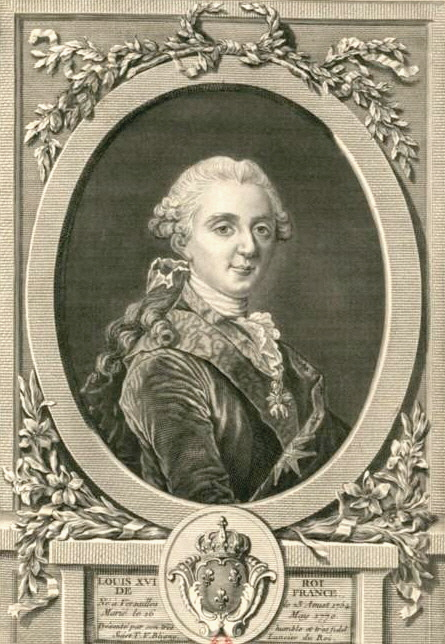
Louis XVI
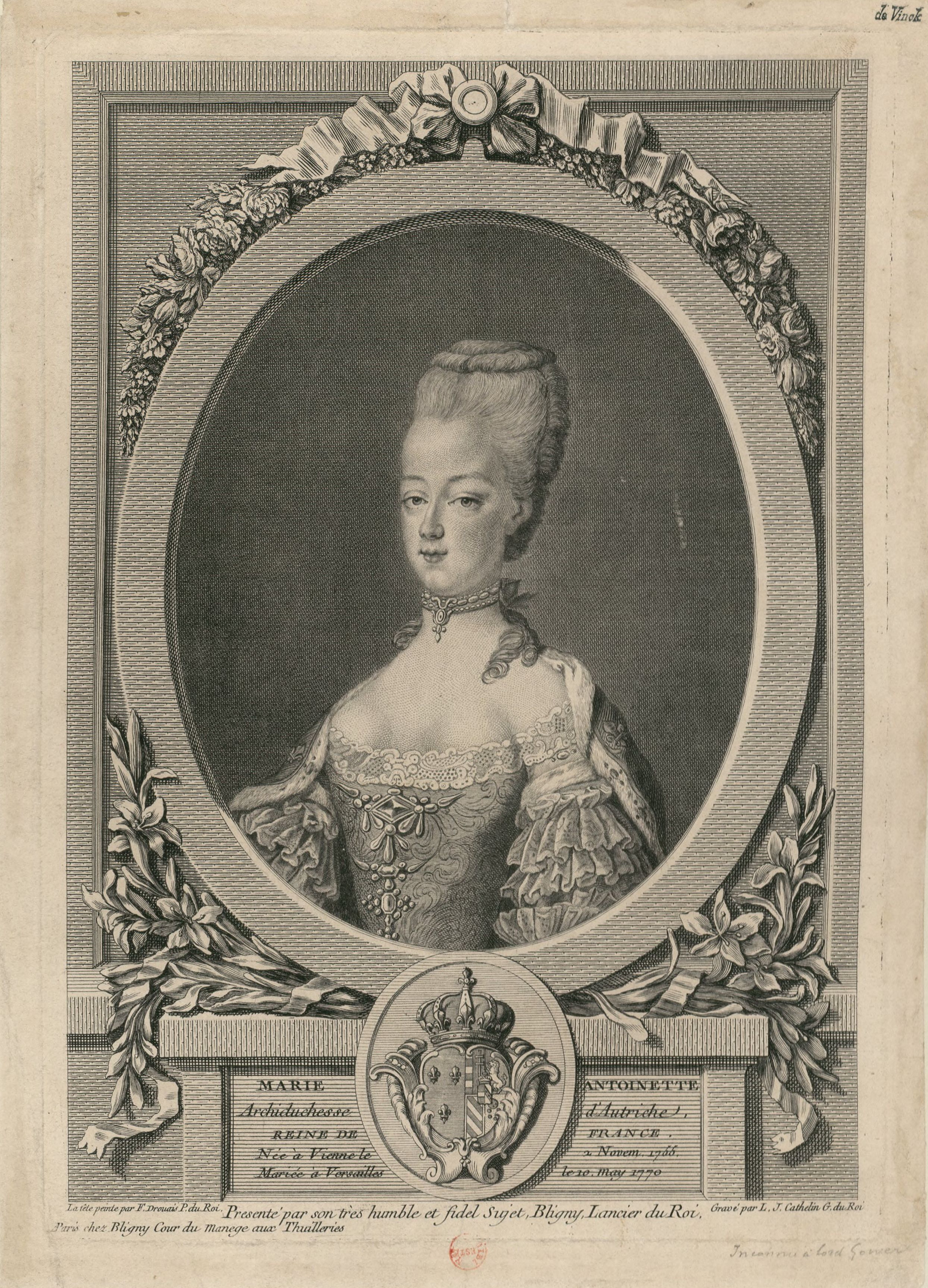
Marie Antoinette
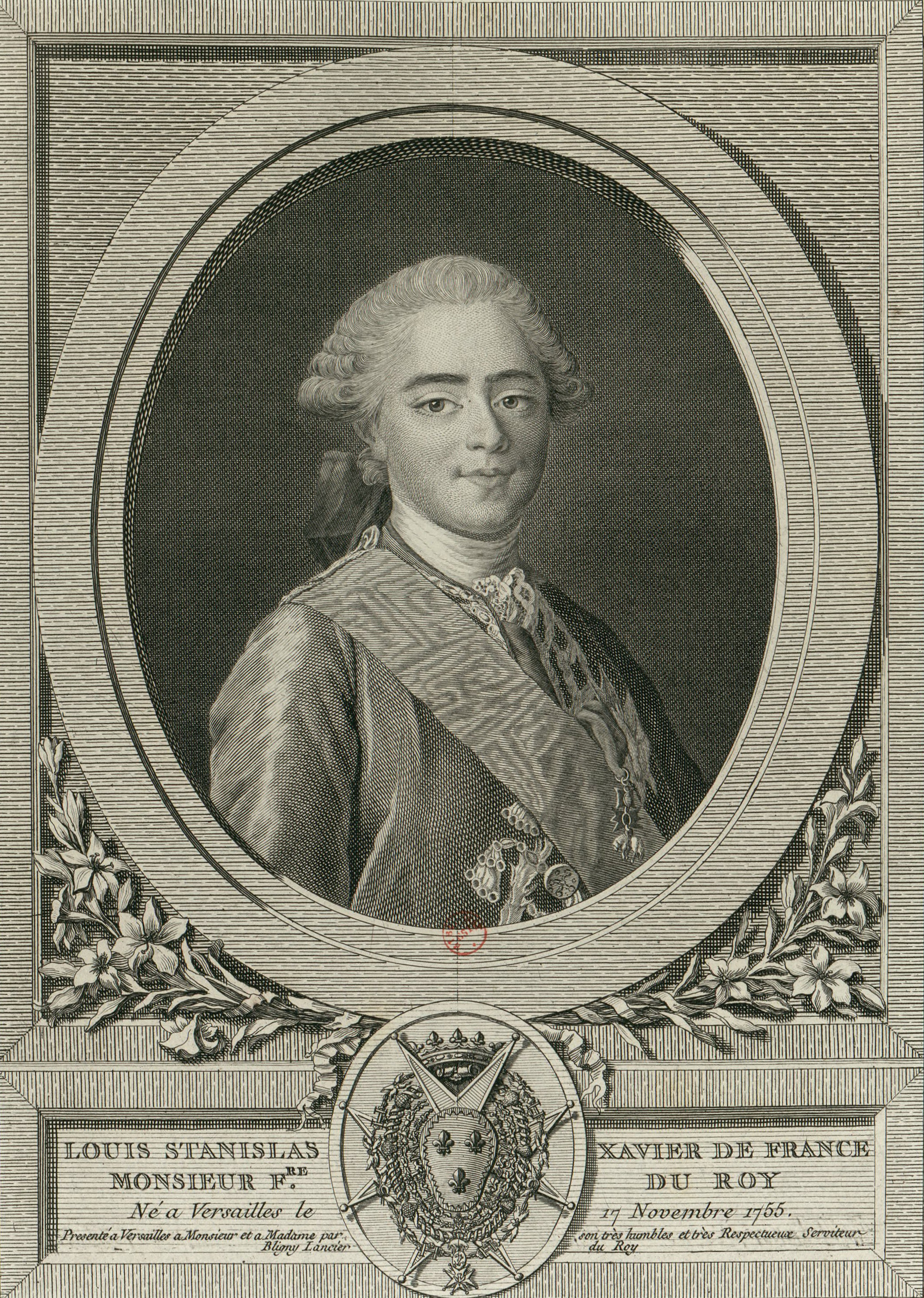
Le comte de Provence, futur Louis XVIII
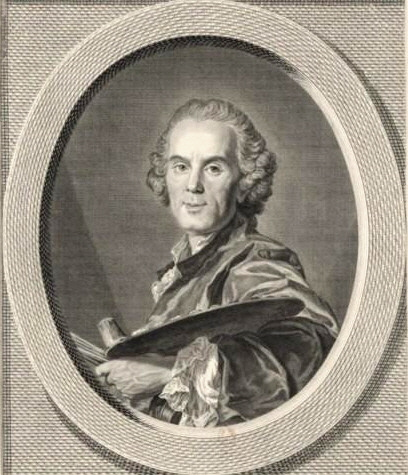
Claude Joseph Vernet
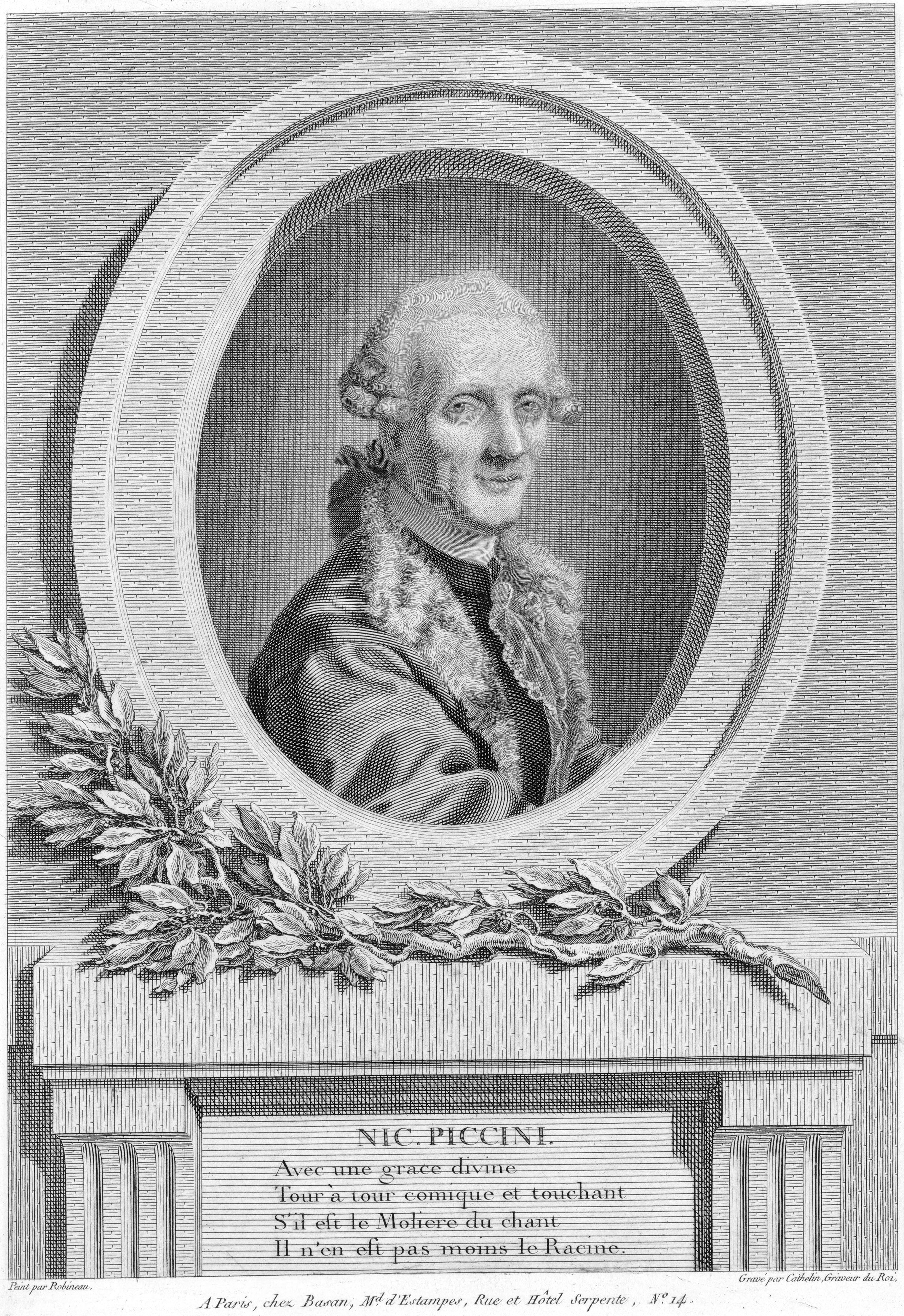
Niccolo Piccinni
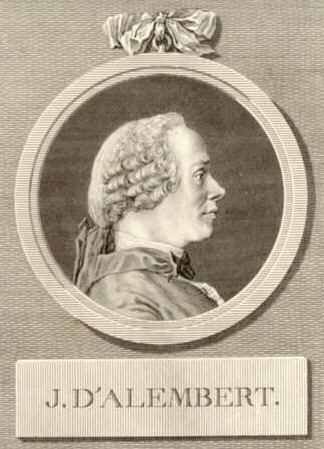
Jean le Rond D'Alembert